# Freiberger Bergwerksteiche
Die Freiberger Bergwerksteiche sind ein Fauna-Flora-Habitat (FFH) in Sachsen. Das Gebiet umfasst zehn verstreut liegende Teilflächen mit insgesamt 305 ha im Süden Freibergs. Geschützt werden Flora und Fauna in den durch den Bergbau entstandenen Kunst-, Hütten- und Pochwerksteichen sowie angrenzender Wiesen und Wälder.

## Lage
Die zehn Teilflächen erstrecken sich ungefähr in Nord-Süd-Richtung von Freiberg über Brand-Erbisdorf, Weißenborn/Erzgeb., Großhartmannsdorf, Mulda/Sa. bis nach Pfaffroda und Sayda über ca. 23 km. Sieben Teiche sind über die Kunstgräben und Röschen der Revierwasserlaufanstalt Freiberg (RWA) miteinander verbunden.

## Teilflächen
| Teil- fläche | Name                              | Gemarkung                      | Koordinaten                  | Bauzeit                 | RWA    | heutige Nutzung  | Bild |
| ------------ | --------------------------------- | ------------------------------ | ---------------------------- | ----------------------- | ------ | ---------------- | ---- |
| 1            | Dittmannsdorfer Teich             | Dittmannsdorf, Ullersdorf      | 50° 42′ 1″ N, 13° 23′ 31″ O  | 1826–1828               | Obere  | BWV, HWS, K, F   |      |
| 2            | Dörnthaler Teich                  | Dörnthal                       | 50° 43′ 31″ N, 13° 20′ 27″ O | 1787–1790               | Obere  | TWV, HWS, F      |      |
| 3            | Oberer Großhartmannsdorfer Teich  | Großhartmannsdorf              | 50° 47′ 2″ N, 13° 19′ 35″ O  | 1590–1592               | Obere  | TWV, BWV, HWS, F |      |
| 4            | Hüttenteich                       | Berthelsdorf                   | 50° 52′ 34″ N, 13° 21′ 33″ O | vor 1555 und 1560       | Untere | BWV, HWS, F      |      |
| 5            | Stadtwald Freiberg (Mittelteich)  | Freiberg                       | 50° 53′ 48″ N, 13° 18′ 40″ O | 15. Jahrhundert         |        | NEG, F           |      |
| 6            | Rothbächer Teich                  | Erbisdorf                      | 50° 51′ 24″ N, 13° 20′ 40″ O | um 1568                 | Untere | BWV, F           |      |
| 7            | Pochwerksteiche                   | Langenau                       | 50° 50′ 23″ N, 13° 18′ 35″ O | um 1564–1570            |        | NSG, NEG         |      |
| 8            | Landteich (Gelobt Lander Teich)   | Erbisdorf                      | 50° 51′ 0″ N, 13° 19′ 6″ O   | vor 1570                |        | F                |      |
| 9            | Unterer Großhartmannsdorfer Teich | Großhartmannsdorf, Helbigsdorf | 50° 48′ 30″ N, 13° 20′ 22″ O | vor 1524 und 1562, 1572 | Untere | BWV, F, NSG      |      |
| 10           | Obersaidaer Teich                 | Obersaida                      | 50° 46′ 15″ N, 13° 20′ 10″ O | 1728–1734               | Obere  | TWV, HWS, F      |      |

BWv=Betriebswasserversorgung, F=Fischerei, HWS=Hochwasserschutz, K=Wasserkraft, NEG=Naherholungsgebiet, NSG=Naturschutzgebiet, TWv=Trinkwasserversorgung

## Zweck

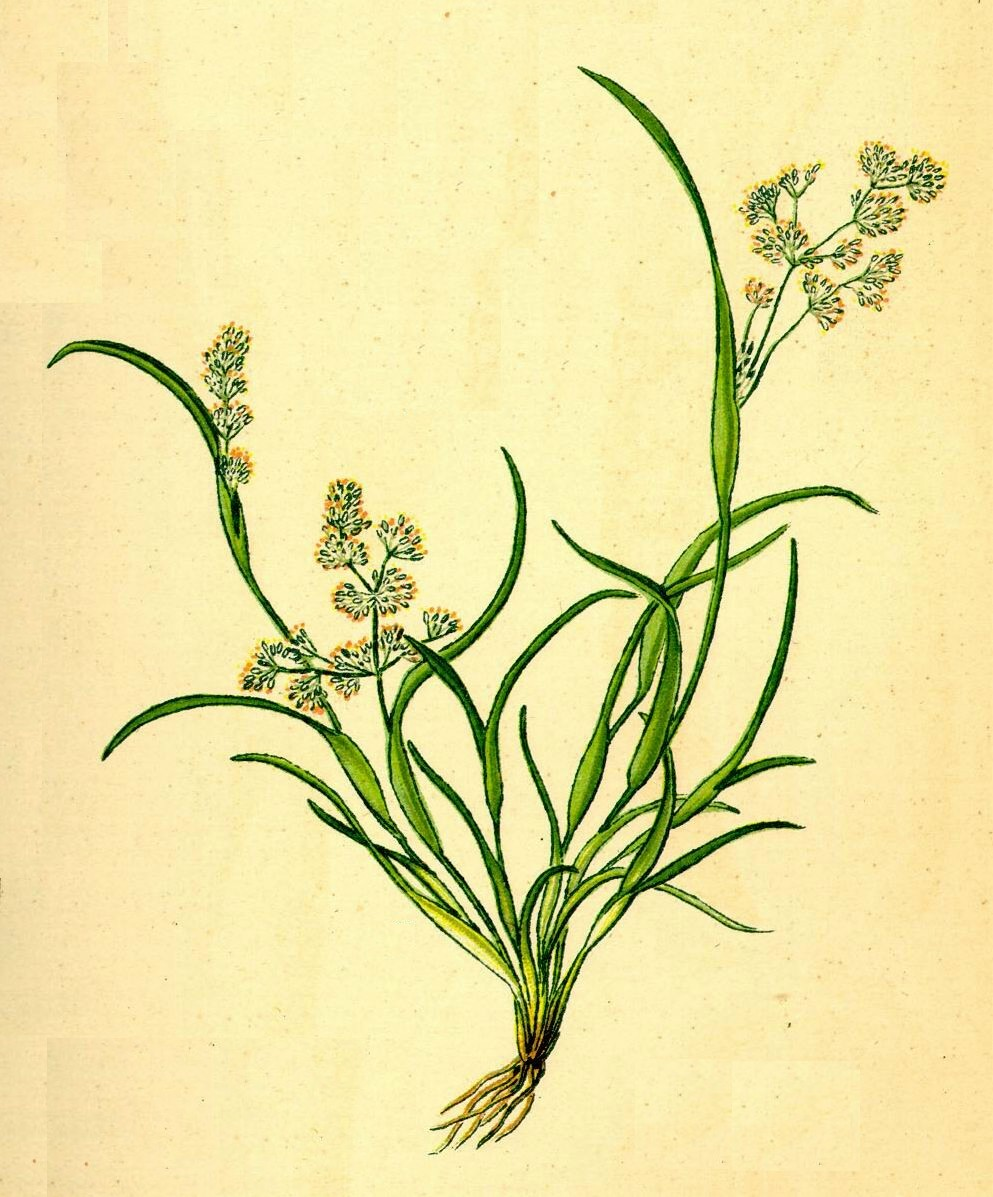
Besonders schützenswert sind die Vorkommen des Scheidenblütgrases.

Für dieses FFH-Gebiet sind vier Erhaltungsziele definiert:
1. Erhaltung eines Teichgebietssystems, bestehend vor allem aus mesotrophen Gewässern mit Vegetation auf zeitweilig trockenfallenden Sand- und Schlammböden, welche durch Gräben miteinander verbunden sind, sowie der angrenzenden Bergwiesen und naturnahen Waldbereiche. Die Teiche stellen bedeutende Kulturdenkmäler der mittelalterlichen Montanindustrie in der Region dar.
2. Bewahrung oder Wiederherstellung „Natürlicher Lebensräume von gemeinschaftlichem Interesse“ (insbesondere die oligo- bis mesotrophen Stillgewässer mit einer artenreichen und großflächig auftretenden Teichbodenvegetation)
3. Bewahrung oder Wiederherstellung von „Tier- und Pflanzenarten von gemeinschaftlichem Interesse“ (insbesondere Fischotter, Großes Mausohr, Kammmolch und Scheidenblütgras).
4. Besondere Bedeutung kommt der Erhaltung beziehungsweise der Förderung der Unzerschnittenheit und funktionalen Zusammengehörigkeit der Lebensraumtyp- und Habitatflächen des Gebietes, der Vermeidung von inneren und äußeren Störeinflüssen auf das Gebiet sowie der Gewährleistung funktionaler Kohärenz innerhalb des Gebietssystems NATURA 2000 zu, womit entscheidenden Aspekten der Kohärenzforderung der FFH-RL entsprochen wird.